# 노다역 (서일본 여객철도)
노다역(일본어: 野田駅, のだえき 노다에키[*])은 일본 오사카부 오사카시 후쿠시마구에 위치한 서일본 여객철도의 철도역이다.

## 역 구조
1면 2선의 섬식 승강장이 있는 고가역으로, 외측 순환선의 바깥쪽에 우메다 화물선과 연결된 화물선이 지나간다. 개찰구는 2개가 있으며, 이 중에서 하나는 쓰타야 JR 노다 점과 직결되는 통로이다.
어번 네트워크에 소속되어 있으며, ICOCA 및 그 상호 이용 카드를 사용할 수 있다. JR의 특정 도구시내 운임 제도에 따른 오사카 시내의 역이다.

### 승강장
| 1 | ■ 오사카 순환선 | 내선 순환 | 니시쿠조 · 신이마미야 방면 |
| 2 | ■ 오사카 순환선 | 외선 순환 | 오사카 · 교바시 방면       |

## 역세권 정보
- 오사카시 교통국 - 센니치마에 선 다마가와역
- 오사카 시 주오 도매시장
- 후쿠야마 통운 오사카 유통센터
- 렌고 요도가와 제지 공장

## 역사
- 1898년 4월 5일 - 니시나리 철도 오사카 - 아지카와구치 간의 개업과 함께 설치됨.
- 1906년 12월 1일 - 니시나리 철도의 국유화.
- 1909년 10월 12일 - 선로 명칭 제정으로 니시나리 선에 소속됨.
- 1931년 11월 8일 - 노다 - 오사카 시장간 화물지선 개업.
- 1961년 4월 25일 - 니시나리 선 니시쿠조 이동 구간이 오사카 순환선으로 편입됨.
- 1964년 3월 22일 - 역 고가화.
- 1984년 2월 1일 - 화물 취급 폐지. 동시에 오사카 시장까지의 화물 지선도 폐지됨.
- 1987년 4월 1일 - 일본국유철도 분할 민영화에 따라서 서일본 여객철도로 이관됨.
- 2003년 11월 1일 - ICOCA 사용 개시.

## 인접정차역
| 서일본 여객철도 오사카 순환선 | 서일본 여객철도 오사카 순환선              | 서일본 여객철도 오사카 순환선 |
| ----------------------------- | ------------------------------------------ | ----------------------------- |
| 후쿠시마 외선 순환            | ■ 오사카 순환선 구간쾌속 · 직통쾌속 · 보통 | 니시쿠조 내선 순환            |